# Феликс Черноуско
Феликс Леонидович Черноуско (Лењинград, 16. мај 1938) је руски физичар и академик, инострани члан састава Српске академије наука и уметности од 23. октобра 1997.

## Биографија
Завршио је основне студије на Московском Институту за физику и технологију 1961, постдипломске студије 1964. и докторат 1969. године. Радио је као истраживач у Рачунском центру Руске академије наука 1964—1968, као директор у Лабораторији за управљање Института за проблеме механике Руске академије наука од 1968, као редовни професор на Московском Институту за физику и технологију од 1974. и као главни истраживач Института и као директор 2004—2015. Уредник је Journal of Applied Mathematics and Mechanics, J. Of Optimization Theory and Applications, Optimal Control Applications and Menthods, Mathematical Modelling of Systems, Multibody Systems Dynimics и Problems of Nonlienear Analysis in Engineering Systems. Редовни је члан Руске академије наука од 1992, члан је Руске националне академије теоријске и примењене механике, Њујоршке академије наука, Академије нелинеарних наука, Европске академије наука и уметности, Математичког друштва Сједињених Америчких Држава и Међународног друштва за интеракцију механике и математике. Добитник је Лењинске комсомолске награде 1971, државне награде СССР за науку и технологију 1980, награде „Коербер” у европској науци 1993, „Александар фон Хумболт” 1998. и златне медаље „С. А. Чаплигина” Руске академије наука 2005. године.